# Cruguel
Cruguel (en bretó Krugell, en gal·ló Krugèu) és un municipi francès, situat a la regió de Bretanya, al departament d'Ar Mor-Bihan. L'any 2006 tenia 625 habitants. Està situat entre Ploërmel, Josselin i Plumelec.

## Demografia
| 1962                                       | 1968 | 1975 | 1982 | 1990 | 1999 |  |
| ------------------------------------------ | ---- | ---- | ---- | ---- | ---- |  |
| 708                                        | 752  | 696  | 687  | 618  | 595  |  |
| Des de 1962: població sense dobles comptes |      |      |      |      |      |  |

## Administració
| Període | Identitat       | Partit |
| ------- | --------------- | ------ |
| 2001-   | Henri Ribouchon |        |